# Klein Kreutz

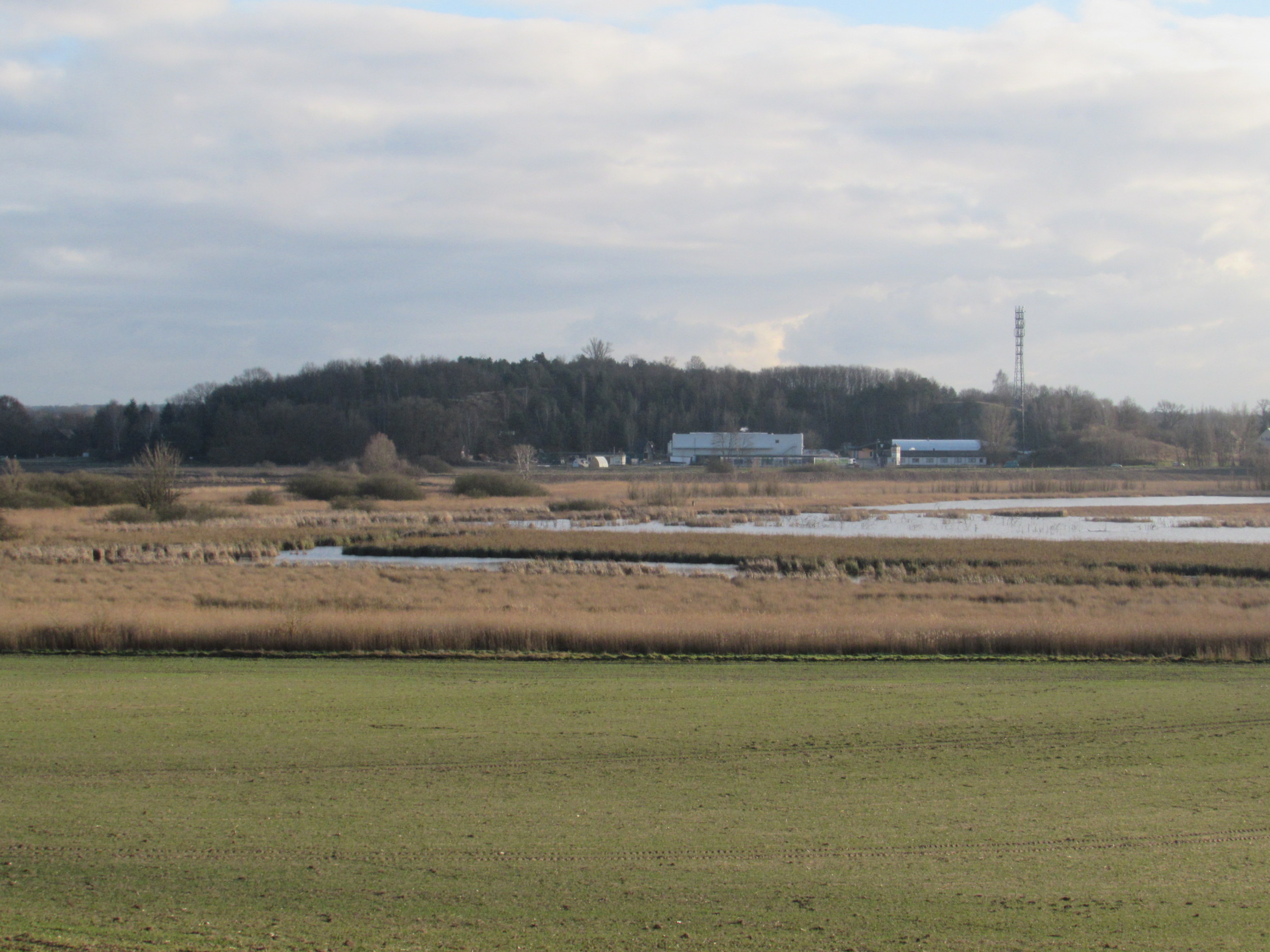
Weinberg bei Klein Kreutz

Klein Kreutz ist ein Ort beziehungsweise Wohnplatz im Ortsteil Klein Kreutz/Saaringen der Stadt Brandenburg an der Havel.

## Lage
Klein Kreutz liegt direkt an der Havel und etwa 5 Kilometer nordöstlich vom Brandenburger Stadtzentrum entfernt. Der Ort gliedert sich in drei Teile: den Dorfkern, dem Alte Weinberge und dem Neue Weinberge. Der Dorfkern befindet sich an einer Straße in Richtung Havel, die eine Sackgasse bildet. Nördlich dieser Kleinen Kreutzer Havelstraße befindet sich der Gutsbezirk. Der Ortsteil Alte Weinberge liegt nordöstlich des Dorfkernes an dem Hügel Hohen Warte. Der Ortsteil Neue Weinberge liegt nördlich des Gutsbezirkes und nordöstlich des alten Dorfkernes. Die Hügel der Weinberge sind Endmoränen der letzten Eiszeit.
Klein Kreutz lag an der Bahnstrecke Röthehof–Brandenburg Krakauer Tor.

## Name
Nach Reinhard E. Fischer erklärt sich der Name aus dem Altpolabischen, einer westslawischen Sprache, die von den ersten Siedlern gesprochen wurde. Demnach ließe sich der Name mit „Ort, wo Birnen wachsen“ erklären. (Vrgl. russ. Birne гру́ша, poln. grusza). Der Name ist dann von den deutschen Kolonisten, welche die slawische Sprache nicht verstanden, „volksetymologisch deutsch zu 'Kreuz' gestellt“ worden, unter Wegfall der Endung '-witz'.

## Geschichte

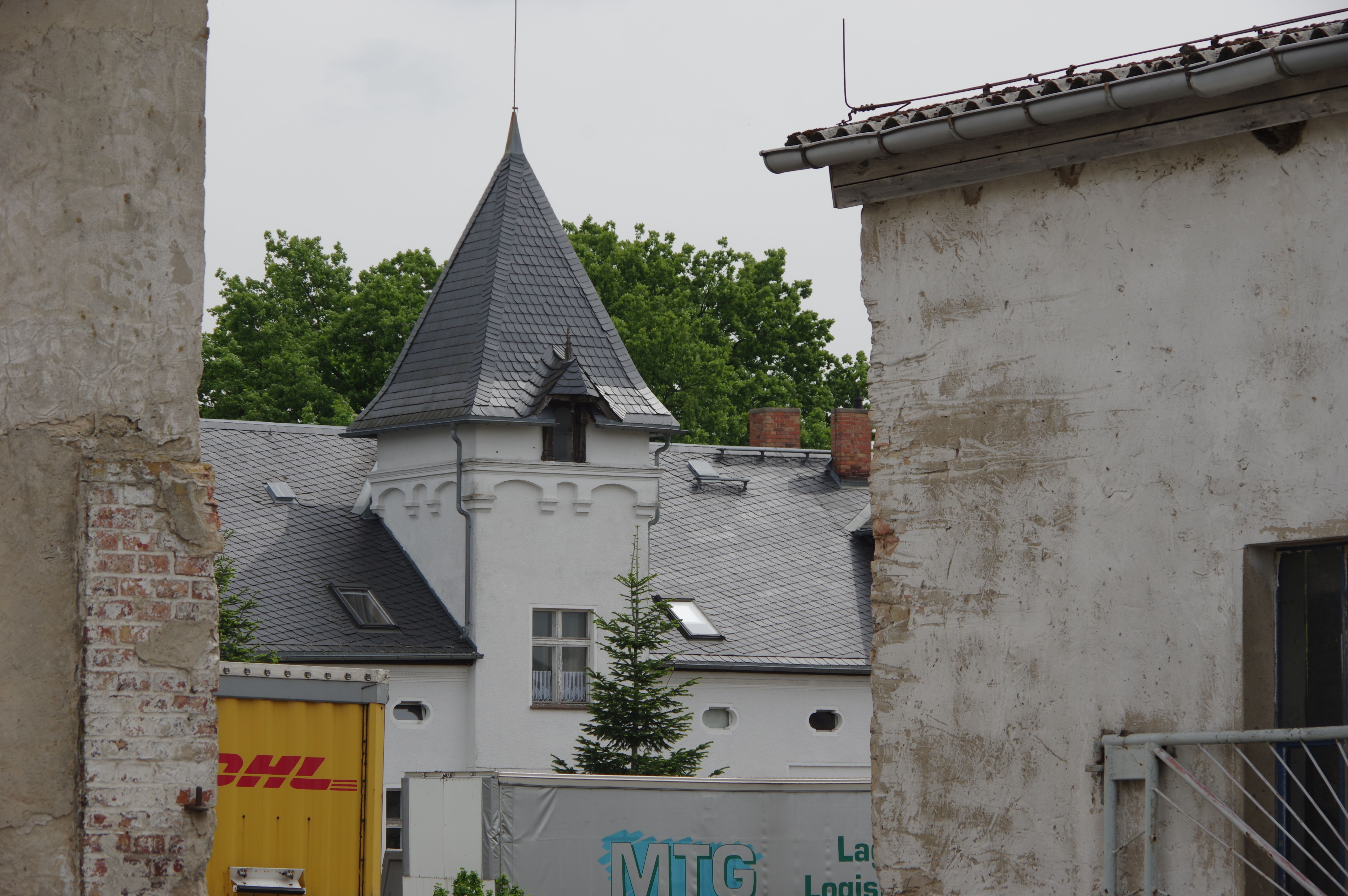
Gutshof Klein Kreutz

Klein Kreutz wurde bereits zu slawischer Zeit gegründet. Die erste urkundliche Erwähnung erfolgte 1320 als „Crucewitz“, 1329 hieß es „Crutzewitz parva“. Zunächst war die Ortschaft im Eigentum des Markgrafen. Von 1324 bis 1872 gehörte sie Neustadt Brandenburg. Im Landbuch Kaiser Karls IV. von 1375 wurde das Dorf mit 18 Hufen erwähnt, davon hielt der Pfarrer für seinen Wedemhof 3 Hufen. Im Ganzen waren 18 Zählstücke an den städtischen Grundherrn zu zahlen. Die Neustadt Brandenburg hatte 1624 in Klein Kreutz ein Vorwerk. Im Jahre 1778 zerstörte ein Brand wesentliche Teile von Klein Kreutz. 3 von 4 Vollbauernhöfen und 17 von 20 Kossätenhöfen wurden ein Opfer der Flammen. Beim Wiederaufbau wurde auf mehr Abstand zwischen den Gehöften geachtet. So entstanden 5 Kossätenhofe auf dem Backernberg. 1823 vernichtete erneut ein Brand große Teile, darunter das Vorwerk, 4 Bauern- und 13 Kossätenhöfe, die Schule und weitere Häuser. Das Vorwerk wurde nördlich von Klein Kreutz wieder aufgebaut, ebenso 5 Kossätenhöfe.
Bis zum Jahr 1950 gehörte Klein Kreutz zum Kreis Westhavelland, von 1950 bis 1952 zum Stadtkreis Brandenburg. Ab 1952 bis 1993 war die Ortschaft Teil des Kreises Brandenburg-Land. Seit 1993 gehört Klein Kreutz wieder zum Stadtkreis Brandenburg.
Altstadt Brandenburg nutzte den Marienberg zum Weinanbau. Daher wollte der Stadtrat von Neustadt Brandenburg ebenfalls einen Weinberg betreiben. Dafür wurde 1525 der Ortsteil Alter Weinberg angelegt. Auf der Hohe Warte (63 m) entstanden 43 Weingärten. Da das nicht ausreichte, kam später der Neue Weinberg hinzu. Der Weinanbau ging im Laufe der Zeit zurück, so dass ab dem 19. Jahrhundert Getreide und Obst angebaut wurde. Teile der alten Terrassen und der Obstbäume existieren noch.
Ab 1870 wurden um Klein Kreutz drei Ziegeleien erbaut, die letzte hörte im Jahre 1939 auf zu produzieren. In der Nähe des Gutbezirkes befand sich bis in die 1950er Jahre eine Windmühle.
Am 1. Juli 1950 wurde Klein Kreutz in die Stadt Brandenburg an der Havel eingegliedert, jedoch erhielt der Ort bereits am 25. Juli 1952 seine Eigenständigkeit als Gemeinde zurück und gehörte zum Kreis Brandenburg-Land. Am 6. Dezember 1993 wurde Klein Kreutz wieder nach Brandenburg an der Havel eingemeindet.

## Bauwerke

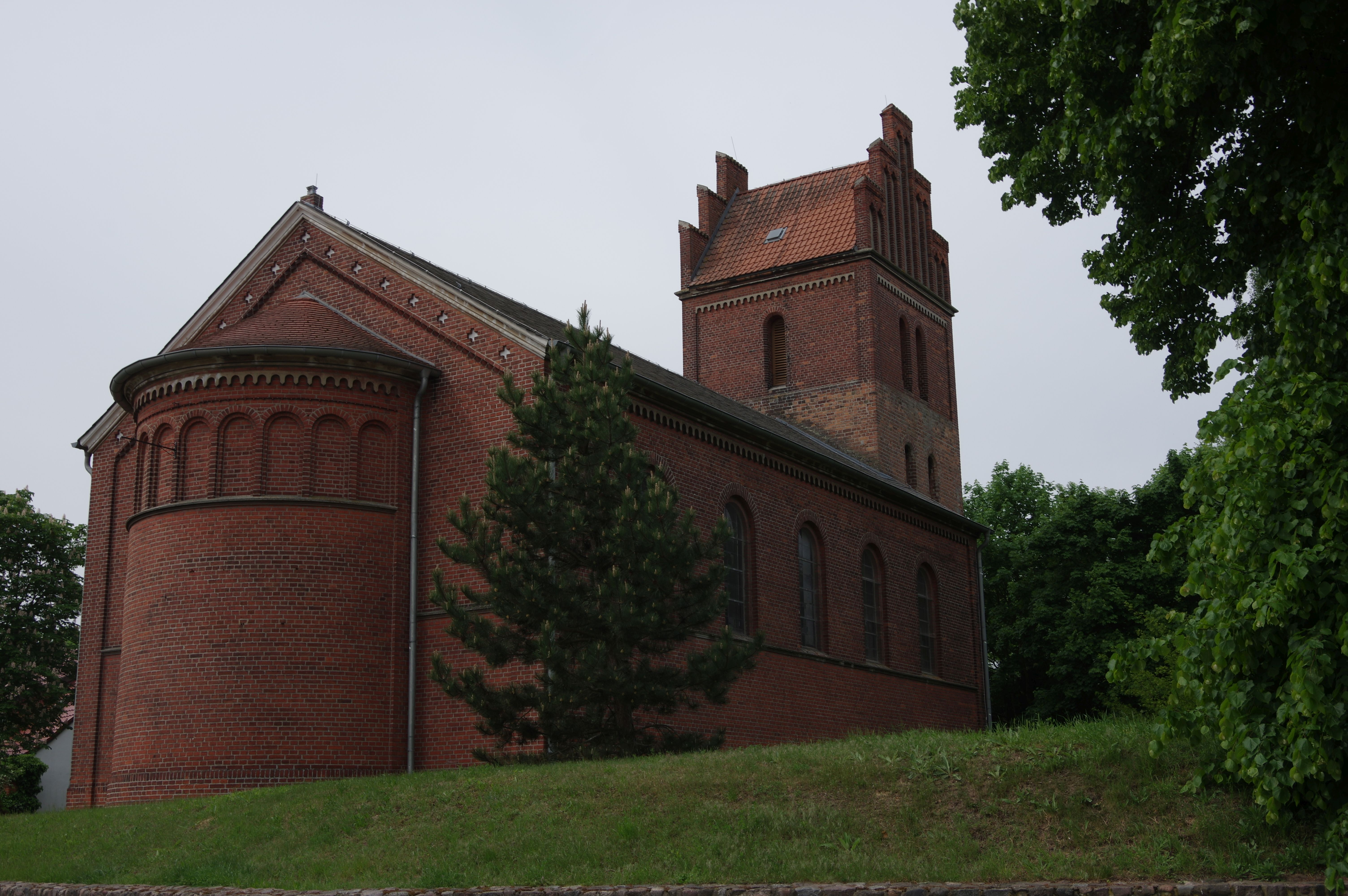
Die evangelische Dorfkirche

Zentral im Ort gelegen befindet sich die Dorfkirche Klein Kreutz. Ein erster Kirchenbau bestand nach einer Urkunde im Jahr 1330 in Klein Kreutz. Die heutige evangelische Kirche wurde 1867 bis 1868 an der Stelle des Vorgängerbaus erbaut. Der Turm ist im unteren Teil älter. Sie ist denkmalgeschützt. Mit dem Neubau der Kirche wurde auch der Friedhof aufgelöst, das Westportal blieb erhalten. Die Kirche ist in ihren neuzeitlichen Anteilen ein hauptsächlich neuromanischer Ziegelbau mit neugotischen Elementen. Im Inneren befindet sich ein Altarretabel aus dem Jahr 1463. In der Mitte befindet sich Maria, diese ist umgeben von zwei weiblichen Heiligen. In den Flügeln des Altarretabels befinden sich je zwei männliche Heilige. Weitere Ausstattungsgegenstände sind aus der Bauzeit um 1867, so die Kanzel, die Taufe und die Empore mit dem Orgelprospekt.
An der Straße Alte Weinberge 24 befindet sich ein Weinmeisterhaus mit Stallgebäude und Weinberg. Es ist denkmalgeschützt. Erbaut wurde es 1870, es gibt aber auch ältere Teil, so ist der Keller vor dem heutigen Haus entstanden. Das Haus ist im Wesentlichen erhalten geblieben. Das Wohnhaus ist ein lang gestreckter Bau mit einem Satteldach, rechts befindet sich ein Krüppelwalm. Das Haus liegt am Hang, es hat auf der Vorderseite zwei Geschosse auf der Rückseite ein Geschoss. Die Stallscheune wurde um 1900 erbaut. Der Weinberg hat einen Ost- und einen Südhang.
In der Bergstraße 5 steht ein Weinherrenhaus aus der Mitte des 18. Jahrhunderts. Es ist ein zweigeschossiger Bau mit fünf Achsen und einem Walmdach. Die mittlere Achse ist etwas breiter, hier befindet sich der Eingang zum Haus. Das Haus ist eins der letzten Weinmeisterhäuser in Brandenburg an der Havel.
In der Dorfstraße befindet sich zwei Häuser, die als Baudenkmal ausgewiesen sind. Es handelt sich um die Häuser Nummer 45 und 48, beide wurden im dritten Viertel des 19. Jahrhunderts erbaut. Die Häuser haben ein Geschoss, ein Satteldach und sind Ziegelbauten. Das Haus Dorfstraße 45 hat fünf Achsen, der Eingang befindet sich in der mittleren Achse. Das Haus Dorfstraße 48 hat sechs Achsen, der Eingang befindet sich in der dritten Achse von links. Vor dem Eingang befindet sich eine Freitreppe. Die Häuser sind Beispiele für die einfachen Häuser von Kleinbauern, wie sie nach dem Brand 1823 in Klein Kreutz entstanden.
In der Klein Kreutzer Havelstraße befindet sich vier Häuser die als Baudenkmal geschützt sind, Es sind die Häuser Nummer 1, 2, 9 und 15. Das Haus Klein Kreutzer Havelstraße 1 ist ein eingeschossiger traufständiger Bau mit einem Krüppelwalmdach. Das Haus hat sieben Achsen, der Eingang befindet sich in der dritten Achse von links. Die Fassadengliederung ist erhalten. Das Haus Klein Kreutzer Havelstraße 2 ist ähnlich gebaut wie das Haus Nummer 1. Es wurde wohl nach dem Brand im Jahr 1778 erbaut worden. Auch das Gehöft Klein Kreutzer Havelstraße 9 wurde nach dem Brand im Jahre 1778 erbaut. Im Gegensatz zu den beiden anderen Häusern ist ein giebelständiges Mittelflurhaus, der Eingang befindet sich auf der Giebelseite. Das Stallgebäude wurde in der zweiten Hälfte des 19. Jahrhunderts erbaut. Das Haus Klein Kreutzer Havelstraße 15 ähnlich den Häusern 1 und 2 erbaut worden. Es ist das Pfarrhaus.
Der Gutshof befindet sich an der Straße zum Gut 1, dieser steht ebenfalls unter Denkmalschutz. Er besteht aus dem Gutshaus einem Stall und einer Scheune. Diese Gebäude begrenzen drei Seiten des Hofes. Vor 1986 begrenzte ein Kuhstall die heute freie Seite des Hofes, dieser Kuhstall ist aber 1986 abgebrannt. Erbaut wurde der Gutshof nach dem Brand 1823, das Vorwerk an anderer Stelle war abgebrannt. Im Jahre 1839 wurde das Gut von der Familie Wiese gekauft. Die Familie Wiese baute später dann das heutige Gutshaus. Das alte Gutshaus wurde 1978 abgerissen, es wurde bis zum Abriss als Inspektorenhaus genutzt. Das Haus ist eingeschossig mit einem Mezzaningeschoss. Die Fassade ist geprägt von zwei Seitenrisaliten und einem zweieinhalbgeschossigen Mittelrisalit. Die Seitenrisalite sind zweigeschossige mit zwei Achsen und schließen mit einem Giebel ab. Über dem einachsigen Mittelrisalit befindet sich ein Pyramidendach. Die Fassade ist im klassizistischen Stil gegliedert. Die Scheune wurde um 1823, der Kuhstall um 1890 erbaut. Das Haus Straße zum Gut 4 wurde als Gutsarbeiterhaus nach 1823 erbaut. Es ist ein eingeschossiger Bau mit einem Satteldach.